# Tiger and Turtle – Magic Mountain
Tiger and Turtle – Magic Mountain (littéralement : « Tigre et Tortue - Montagne magique ») est une œuvre des artistes allemands Heike Mutter et Ulrich Genth, installée à Duisbourg en Allemagne. Il s'agit d'un ensemble d'escaliers formant des montagnes russes.

## Description
Tiger and Turtle – Magic Mountain est installée au sommet d'un terril, Heinrich-Hildebrand-Höhe, de l'Angerpark, un espace vert d'une quinzaine d'hectares aménagé autour d'une ancienne fonderie dans le quartier Wanheim-Angerhausen de Duisbourg, en Rhénanie-du-Nord-Westphalie,.
La sculpture occupe une surface au sol de 49,2 m de long pour 34,4 m de large et culmine à 20,6 m au-dessus du sol,. Elle consiste en un ensemble d'escaliers d'1 m de large, accessibles à pied, qui montent et descendent comme des montagnes russes. À peu près aux deux-tiers, l'escalier forme une boucle verticale, inaccessible aux piétons. La longueur totale du chemin atteint 220 m, dont 140 m et 60 m peuvent être parcourus de part et d'autre. La nuit, la sculpture est éclairée par 880 lampes à diode électroluminescente disposées dans les mains courantes.
Le matériau utilisé, de l'acier galvanisé, fait référence aux anciennes fonderies de zinc présentes à cet endroit.
Le terril s'élève à 35 m au-dessus de la rue (et 67 m d'altitude). Les visiteurs peuvent monter jusqu'à 13 m de haut dans la sculpture, de sorte qu'ils dominent le paysage environnant de 48 m, l'œuvre jouant ainsi le rôle d'une tour d'observation.

## Historique
L'œuvre est le projet vainqueur d'un concours réalisé au printemps 2009 par la ville de Duisbourg, dans le cadre de l'opération RUHR.2010 - Capitale européenne de la culture. La construction du projet débute en août 2010 et est achevée en septembre 2011, les différentes phases de construction étant réalisées par des entreprises allemandes et néerlandaises.
L'œuvre est inaugurée le 12 novembre 2011 et ouverte au public le lendemain,.
Le coût total de l'œuvre s'élève à 2 millions d'€.

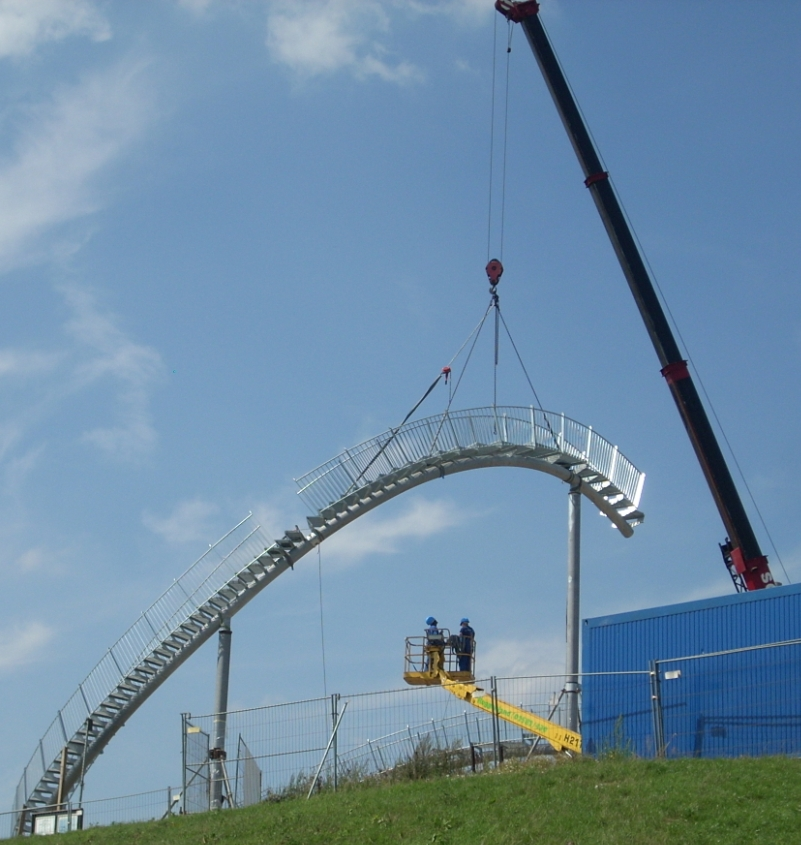
État des travaux le 4 août 2011
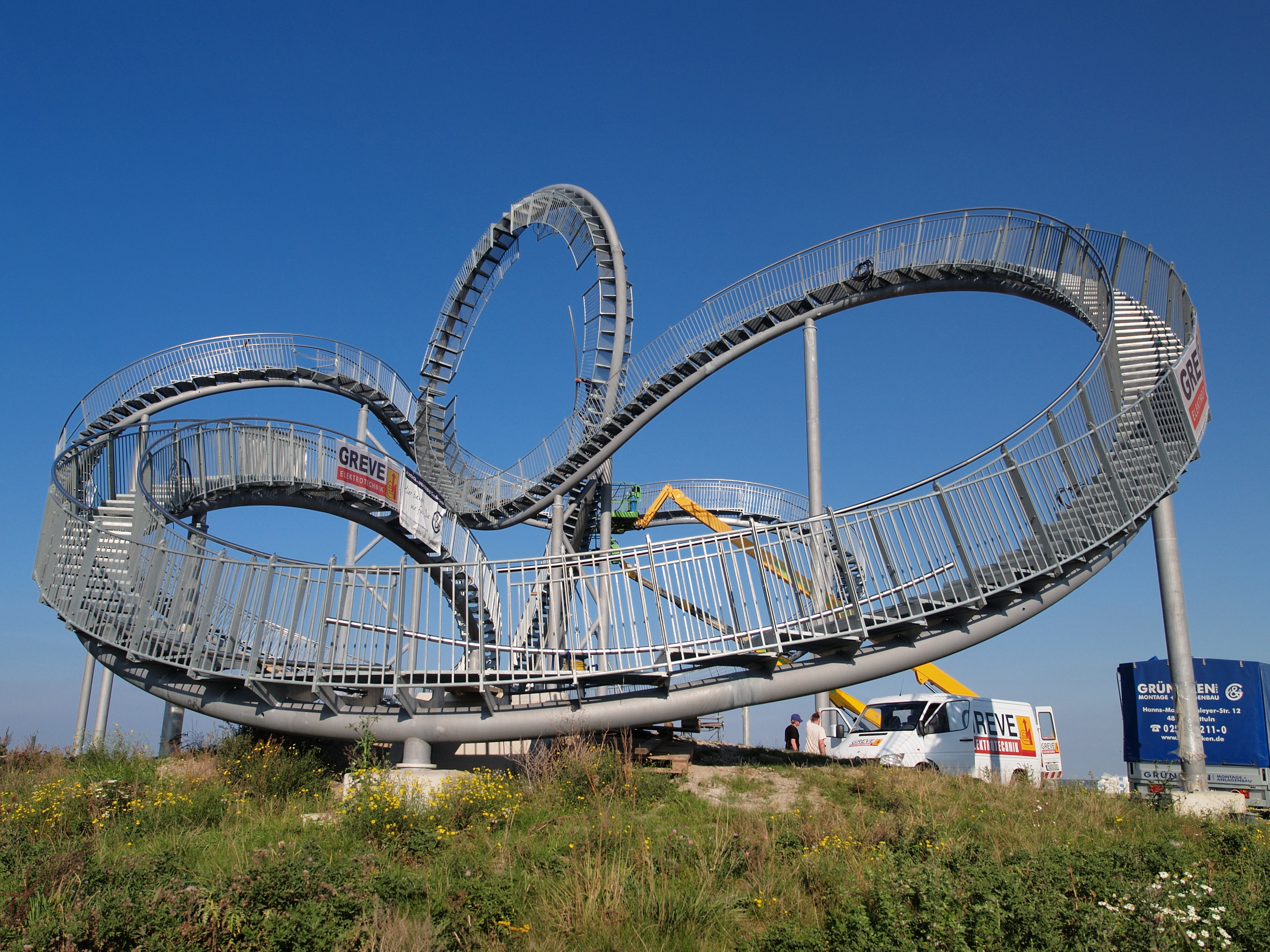
État des travaux le 28 septembre 2011
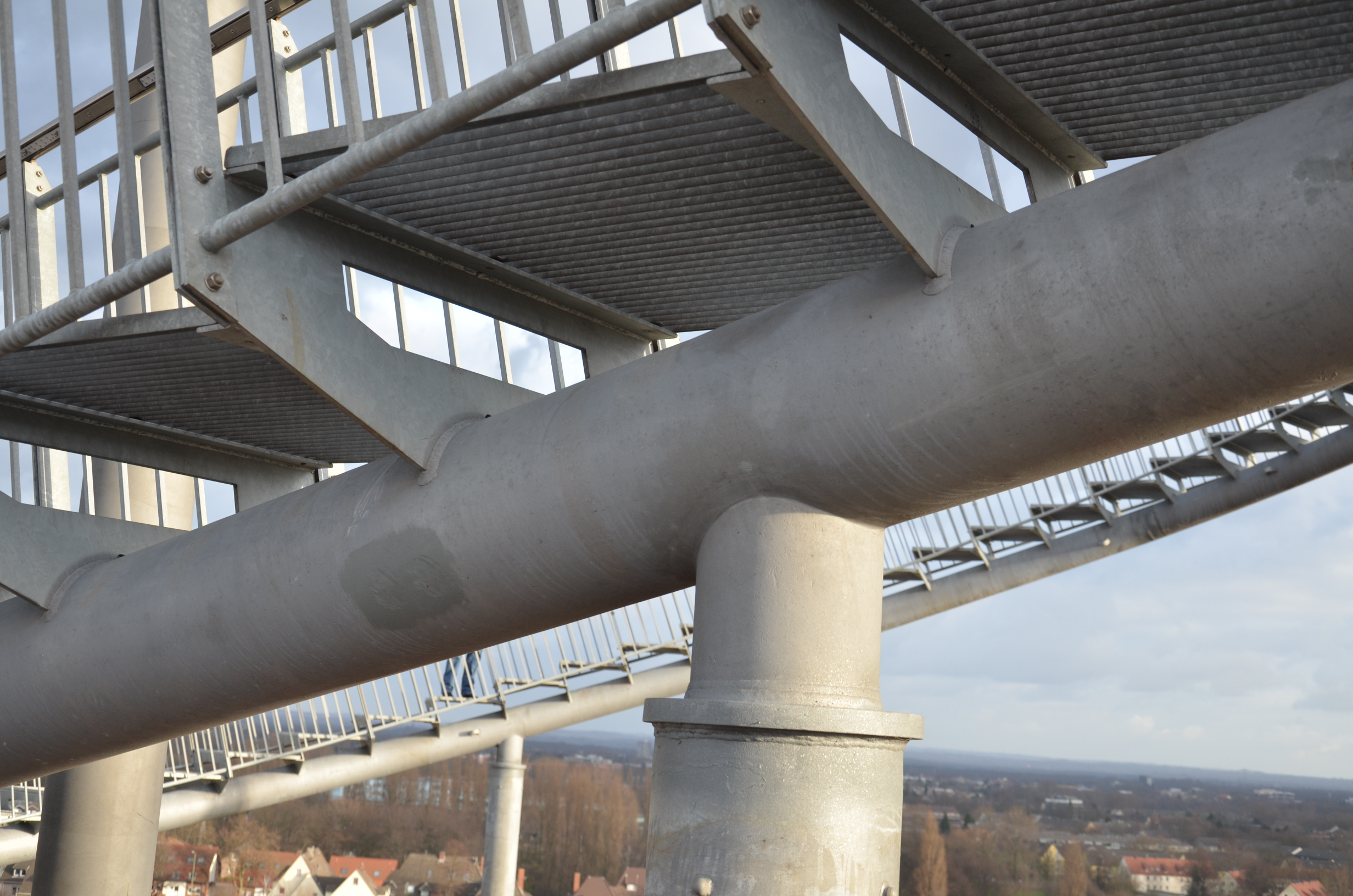
Détail de la construction
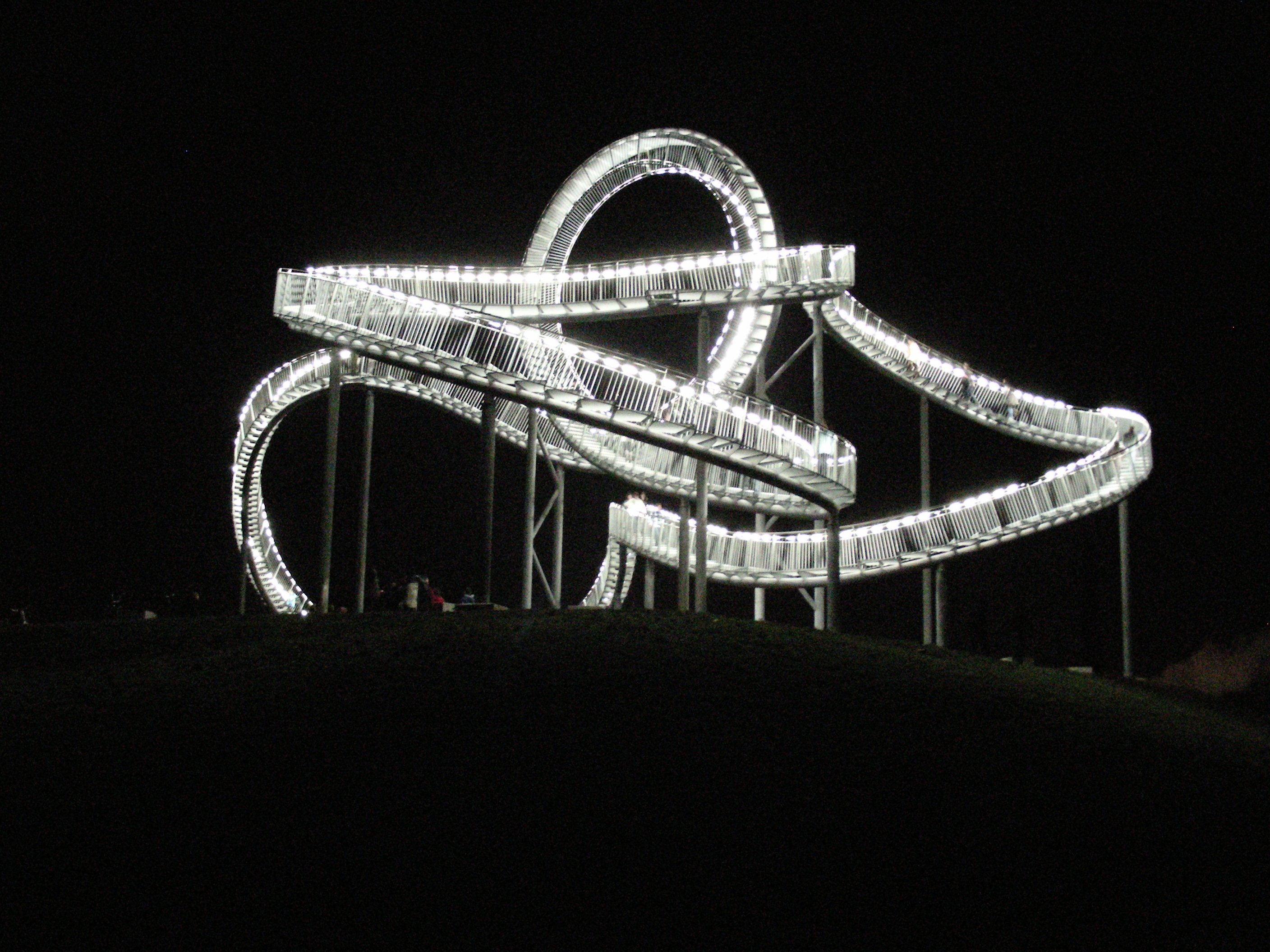
L'œuvre illuminée la nuit, vue depuis l'ouest
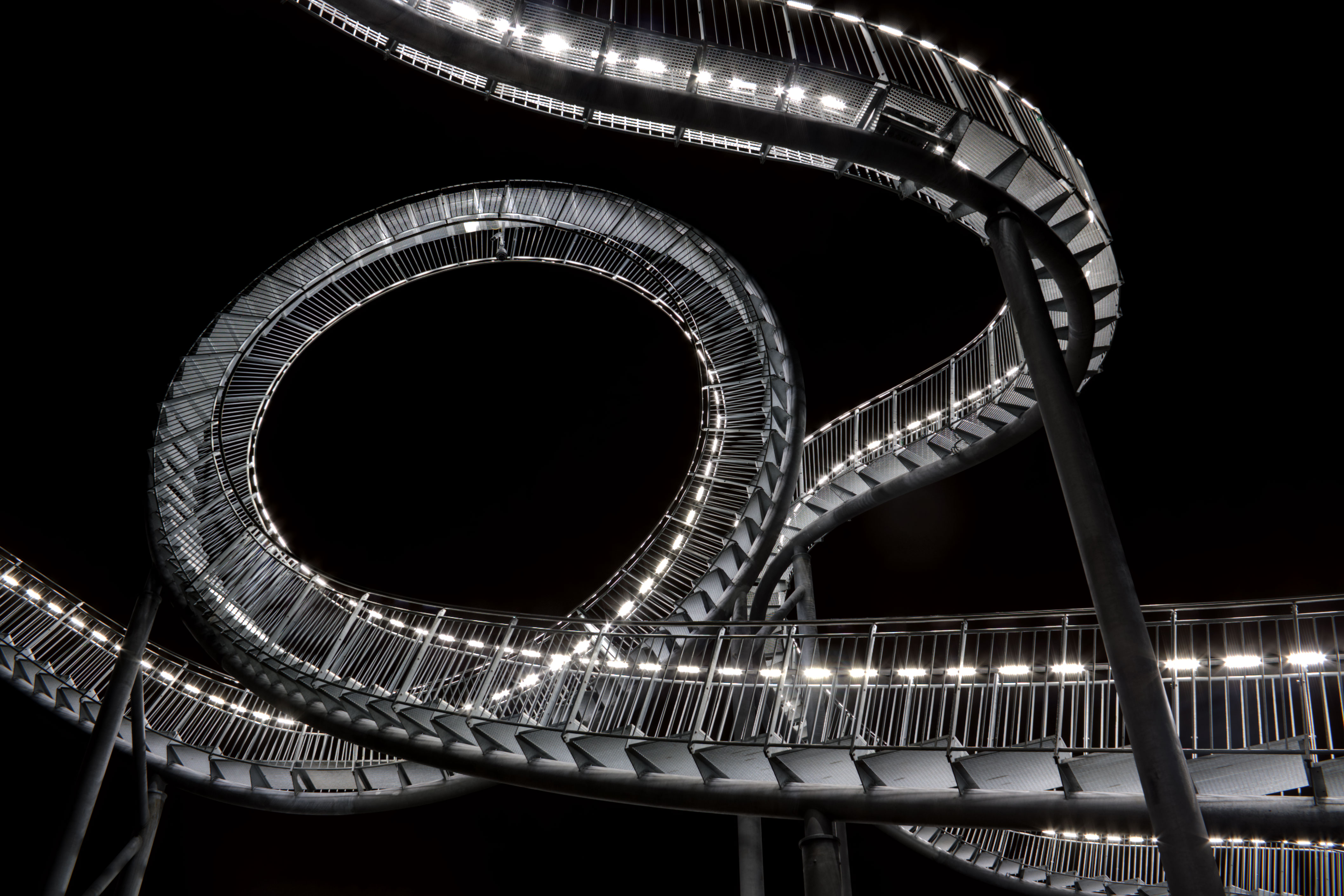
Détail de la boucle
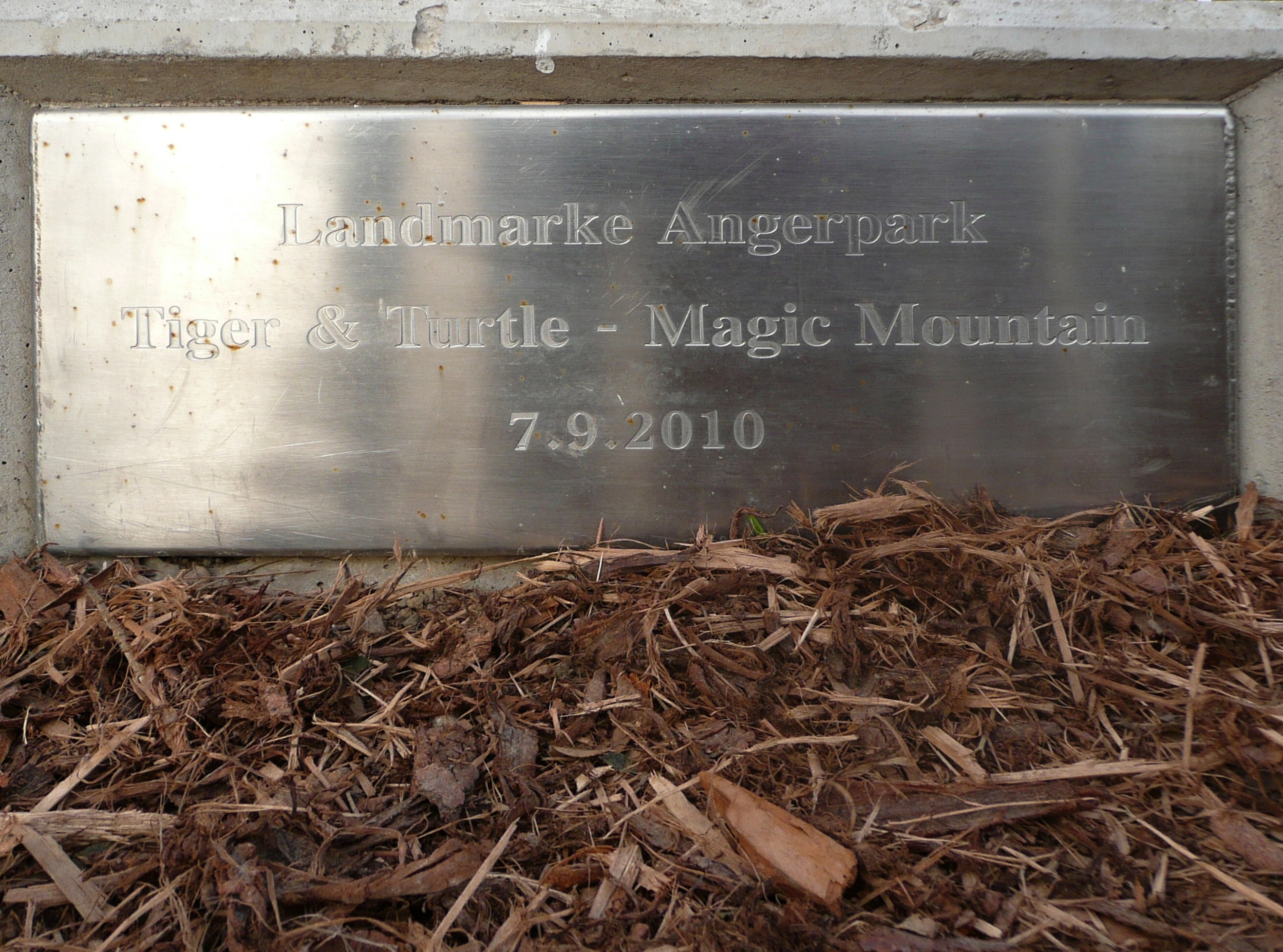
Plaque au pied d'un des piliers

## Auteurs
Heike Mutter et Ulrich Genth sont des artistes allemands, créant des œuvres in situ.